# Merza Julević
Merza Julević (* 17. April 1990 in Göppingen) ist eine deutsche Fußballspielerin montenegrinischer Abstammung.

## Karriere
Julević begann bei der TG Reichenbach, einem Mehrspartensportverein in Donzdorf im Landkreis Göppingen, mit dem Fußballspielen, wechselte danach zum 1. FC Donzdorf und später zum FV Vorwärts Faurndau, aus dem gleichnamigen Göppinger Stadtbezirk. 2006 wechselte sie in die Jugendabteilung des VfL Sindelfingen. Nach nur einer Spielzeit verpflichtete sie der Bundesligist SC Freiburg zur Saison 2007/08 für den sie in drei Spielzeiten 38 Bundesligaspiele bestritten und zwei Tore erzielt hatte. Ihr Bundesligadebüt gab sie am 26. August 2007 (2. Spieltag) bei de 1:8-Niederlage im Auswärtsspiel gegen den FCR 2001 Duisburg; ihr erstes Bundesligator erzielte sie am 9. Dezember 2007 (9. Spieltag) bei der 3:4-Niederlage im Auswärtsspiel gegen den SC 07 Bad Neuenahr mit dem Treffer zum Endstand in der Nachspielzeit.
Im Sommer 2010 kehrte sie zum VfL Sindelfingen zurück, wurde mit der Mannschaft nach der abgelaufenen Saison 2011/12 Meister der Zweitligastaffel Süd und stieg in die Bundesliga auf. Nach dem sportlichen Abstieg des VfL Sindelfingen verließ sie den Verein und absolvierte im Juli 2013 ein Probetraining beim schwedischen Erstligisten Piteå IF, zu dem sie im Januar 2014 wechseln sollte. Da sich dieser Transfer aufgrund einer Verletzung zerschlug, blieb sie in Deutschland und pausierte sieben Monate vom Fußball. In dieser Zeit hielt sie sich im Raum Sindelfingen fit, nahm aber nicht am Spielbetrieb teil.
Am 20. Juni 2014 verkündete Julević ihre Rückkehr und unterschrieb beim Bundesligaaufsteiger Herforder SV, für den sie am 31. August 2014 bei der 0:4-Niederlage im Auswärtsspiel gegen den 1. FFC Turbine Potsdam in der Bundesliga debütierte. Mit Herford stieg Julević am Saisonende ab. Im Sommer 2016 verließ sie den Verein und wollte nach Schweden wechseln, was aufgrund einer Verletzung scheiterte. Ende September 2016 unterschrieb Julević einen Vertrag beim Zweitligisten Arminia Bielefeld, für den sie aufgrund einer fehlenden Freigabe erst ab November spielberechtigt ist. Im Sommer 2017 wechselte Julević, in die 2. Bundesliga Süd zum FF USV Jena II, wo sie am 10. Juli 2018 in die erste Mannschaft aufrückte. Nach mehr als zwei Jahren ohne Verein, schloss sie sich im Oktober 2022 dem FC Carl Zeiss Jena an, dem das Spielrecht des FF USV Jena im Mai 2020 übertragen worden ist.

## Persönliches
Julević wurde im August 2008 in Deutschland eingebürgert.